# كيري آرمسترونغ
كيري آرمسترونغ (بالإنجليزية: Kerry Armstrong)‏ هي ممثلة أسترالية، ولدت في 12 سبتمبر 1958 بملبورن في أستراليا.

## أعمال

### مسلسلات
- ديناستي

## وصلات خارجية
- كيري آرمسترونغ على موقع IMDb (الإنجليزية)
- كيري آرمسترونغ على موقع ألو سيني (الفرنسية)
- كيري آرمسترونغ على موقع أول موفي (الإنجليزية)
- كيري آرمسترونغ على موقع قاعدة بيانات الأفلام السويدية (السويدية)
- كيري آرمسترونغ على موقع ديسكوغز (الإنجليزية)
- كيري آرمسترونغ على موقع قاعدة بيانات الفيلم (الإنجليزية)
- كيري آرمسترونغ على موقع كينوبويسك (الروسية)